# Liste der Naturdenkmale in Bad Doberan
Die Liste der Naturdenkmale in Bad Doberan nennt die Naturdenkmale in Bad Doberan im Landkreis Rostock in Mecklenburg-Vorpommern.

## Naturdenkmale
| Bild                          | Nr.       | Bezeichnung                                                                      | Standort                                                                   | Beschreibung | Schutzzweck | Verordnung    |
| ----------------------------- | --------- | -------------------------------------------------------------------------------- | -------------------------------------------------------------------------- | ------------ | ----------- | ------------- |
| mehr Fotos \| Fotos hochladen | 004ND05   | 2 Eichen                                                                         | Parkentiner Weg (54° 6′ 14,5″ N, 11° 54′ 42,6″ O)                          |              |             | 1. Juli 1942  |
| Fotos hochladen               | 004ND06   | 3 Linden                                                                         | Parkentiner Weg, Gorbatschow-Gedenkstein (54° 6′ 14,6″ N, 11° 54′ 43,8″ O) |              |             | 1. Juli 1942  |
| mehr Fotos \| Fotos hochladen | 004ND07   | 3 Eichen                                                                         | Parkentiner Weg (54° 6′ 14,1″ N, 11° 54′ 45″ O)                            |              |             | 1. Juli 1942  |
| BW                            | 004ND08   | Stieleiche                                                                       | Am Waldrand (54° 6′ 0,9″ N, 11° 55′ 50,4″ O)                               |              |             | 14. Nov. 1984 |
| Fotos hochladen               | 004ND09   | Allee                                                                            | Dammchaussee (54° 7′ 5,1″ N, 11° 53′ 34,7″ O)                              |              |             | 15. Feb. 1940 |
| mehr Fotos \| Fotos hochladen | 004ND11   | Findling (Gedenkstein mit Inschrift)                                             | Heiligendamm Gründungsdenkmal (54° 8′ 38,7″ N, 11° 50′ 29,5″ O)            |              |             | 26. Aug. 1943 |
| BW                            | 004ND12   | Ilex                                                                             | Lindenstr. 9 (54° 6′ 11,8″ N, 11° 53′ 55,5″ O)                             |              |             | 15. Feb. 1940 |
| BW                            | 004ND13-1 | 2 Linden                                                                         | Forstamt/Schmarlteich (54° 6′ 30,3″ N, 11° 53′ 36,7″ O)                    |              |             | 1. Juli 1942  |
| BW                            | 004ND14   | Buche                                                                            | beim Althofer Bach (54° 6′ 22,4″ N, 11° 54′ 38,6″ O)                       |              |             | 1. Juli 1942  |
| BW                            | 004ND15   | Buche                                                                            | Klosterstr. (54° 6′ 26,5″ N, 11° 54′ 40,5″ O)                              |              |             | 1. Juli 1942  |
| BW                            | 004ND16   | Buche                                                                            | Am Buchenberg (54° 6′ 22,3″ N, 11° 54′ 40,8″ O)                            |              |             | 1. Juli 1942  |
| BW                            | 004ND17   | Buche                                                                            | östlich Wollscheune (54° 6′ 32,4″ N, 11° 54′ 33″ O)                        |              |             | 1. Juli 1942  |
| BW                            | 004ND18   | Buche                                                                            | NO Beinhaus (54° 6′ 29,3″ N, 11° 54′ 37,7″ O)                              |              |             | 1. Juli 1942  |
| BW                            | 004ND19   | Buche                                                                            | südlich Wollscheune (54° 6′ 32,3″ N, 11° 54′ 30,6″ O)                      |              |             | 1. Juli 1942  |
| BW                            | 004ND20   | Eiche                                                                            | nordwestlich Wollscheune (54° 6′ 32,9″ N, 11° 54′ 29,5″ O)                 |              |             | 1. Juli 1942  |
| Fotos hochladen               | 004ND21   | Esche                                                                            | beim Teich (54° 6′ 29″ N, 11° 54′ 26,3″ O)                                 |              |             | 1. Juli 1942  |
| BW                            | 004ND22   | Esche                                                                            | nahe Beethovenstr. (54° 6′ 29,9″ N, 11° 54′ 23,7″ O)                       |              |             | 1. Juli 1942  |
| BW                            | 004ND23   | Eiche                                                                            | Klosterstr. (54° 6′ 28,5″ N, 11° 54′ 25,5″ O)                              |              |             | 1. Juli 1942  |
| BW                            | 004ND24   | Buche                                                                            | ONO Beinhaus (54° 6′ 29,3″ N, 11° 54′ 37,8″ O)                             |              |             | 1. Juli 1942  |
| Fotos hochladen               | 004ND26   | 3 Ulmen                                                                          | zw. Münster und Klosterstr. (54° 6′ 26,7″ N, 11° 54′ 36,5″ O)              |              |             | 1. Juli 1942  |
| BW                            | 004ND28   | Allee                                                                            | Großer Wohld (54° 7′ 34,7″ N, 11° 53′ 27,9″ O)                             |              |             | 14. Nov. 1984 |
| BW                            | 004ND29   | 4 Tulpenbäume                                                                    | Thujaschneise (54° 7′ 27,8″ N, 11° 53′ 48,3″ O)                            |              |             | 14. Nov. 1984 |
| BW                            | 004ND30   | Ginkgo                                                                           | Am Buchenberg 11 (54° 6′ 26,5″ N, 11° 54′ 56,3″ O)                         |              |             | 14. Nov. 1984 |
| Fotos hochladen               | 004ND31   | Kaukasische Flügelnuss                                                           | Dammchaussee 14 (54° 6′ 41,2″ N, 11° 54′ 12,3″ O)                          |              |             | 14. Nov. 1984 |
| BW                            | 004ND32   | Baumbestand des „Prinzengartens“ Eichen, Eschen, Robinien, Kastanien, Douglasien | (54° 6′ 12,5″ N, 11° 54′ 11,7″ O)                                          |              |             | 1. Juli 1942  |
| BW                            | 004ND33   | Findling (Granit)                                                                | Heiligendamm Kleiner Wohld, Westende (54° 8′ 41,9″ N, 11° 49′ 8,3″ O)      |              |             | 26. Aug. 1943 |
| BW                            | 004ND34   | Findling (Granit)                                                                | Heiligendamm beim Seafront Restaurant (54° 8′ 42,4″ N, 11° 49′ 24,5″ O)    |              |             | 26. Aug. 1943 |
| BW                            | 004ND35   | Findling (Gneis)                                                                 | Heiligendamm beim Kinderstrand (54° 8′ 40,9″ N, 11° 49′ 51,4″ O)           |              |             | 26. Aug. 1943 |

## Flächennaturdenkmale
| Bild | Nr.        | Bezeichnung                     | Standort                       | Beschreibung                        | Schutzzweck | Verordnung |
| ---- | ---------- | ------------------------------- | ------------------------------ | ----------------------------------- | ----------- | ---------- |
| BW   | fnd dbr 23 | Orchideenwiese (bei Bollbrügge) | (54° 4′ 56,3″ N, 11° 57′ 8″ O) | Flächennaturdenkmal, Größe 5,36 ha. |             | 1984       |